# Additionskredsløb (digital elektronik)
I den digitale elektronik er et additionskredsløb en simpel, kombinatorisk sammenkobling af nogle få gates, som kan addere to binære "tal" med hver ét ciffer: To af disse kan kombineres til et kredsløb der desuden kan modtage og aflevere signaler for "mente", og ved at forbinde ind- og udgange for mente-signaler på n "eksemplarer" af dette "dobbelte" additionskredsløb, har man et system der kan addere to binære tal der omfatter n betydende cifre.

## Halve og hele additionskredsløb
I sin allersimpleste form (nr. 1 på illustrationen til højre) har et additionskredsløb fire signalveje: Et par indgange for signaler der repræsenterer de ét-cifrede binære tal A og B, samt en udgang "S" for summen af A og B, og et mente-signal "M": Dette kredsløb kaldes på engelsk for en "half-adder". Læser man "S" som den mindst betydende, og "M" som den mest betydende bit, har man heri et kredsløb som leverer den korrekte sum af de to en-bit-tal A og B.
Ved brug af en ekstra "Or"-gate (grøn) kan man koble to af disse "halve" additionskredsløb sammen (nr. 2 på illustrationen) og skabe et nyt kredsløb med en ekstra indgang, "m", som tager imod mente-signalet fra et evt. forudgående ciffer; sådan en sammenstilling af to "half-addere" kaldes for en "full-adder".
Full-adder-kredsløbet kan bruges som "byggesten" til at konstruere kredsløb der adderer binære tal med ubegrænset mange bits som vist ved nr. 3: For hvert ciffer som kredsløbet skal kunne håndtere, bruges én full-adder, og menteudgangen "M" fra ét additionskredsløb føres til menteindgangen på det efterfølgende kredsløb.
Da additionskredsløbet for det første ciffer (øverst på illustrationen) ikke har noget "indkommende" mente-signal at tage stilling til, kan det simplere, "halve" additionskredsløb bruges her.

## Serielt additionskredsløb
Additionskredsløbet ved nr. 3 på illustrationen kaldes et parallelt additionskredsløb, fordi det modtager addenderne parallelt, og behandler hver cifferposition sideløbende i hver sit delkredskøb. Hvis de to tal der skal adderes, derimod ankommer i seriel form (og med de mindst betydende bits først), kan man lave et system af én enkelt full-adder, en flip-flop til at "opbevare" en evt. mente fra ciffer til ciffer og noget ekstra "hjælpe-logik" som behandler tallene og "afleverer" resultatet serielt.

## Additionskredsløb i praksis
Parallelle additionskredsløb til flere bits (typisk 4) fås som integrerede kredsløb, som regel bygget alene ved hjælp af full-adders – også i det første led i "kæden"; hele kredsen har således en mente-indgang, så flere kan sammenkobles for addition af ubegrænset mange bits.

Ved brug af mente-indgangen og lidt ekstra hjælpe-logik, kan man "udvide" en n-bit full-adder så man med et kontrolsignal kan vælge imellem addition og subtraktion: Mikroprocessorer omfatter bl.a. en række "regne-kredsløb", herunder additions- og subtraktionskredsløb som de ovenfor beskrevne.